# Trouble (Coldplay)
Trouble is de derde single van het debuutalbum Parachutes van de Britse rockgroep Coldplay. "Trouble" is Coldplays tweede top 10-hit in de Britse hitlijsten. Er zijn verschillende versies van "Trouble" uitgekomen in het Verenigd Koninkrijk, Europa, Noorwegen en Australië. Promo's kwamen uit in het Verenigd Koninkrijk, de Verenigde Staten en Taiwan.
"Trouble" is vooral gebaseerd op de piano. In het begin werd het nummer vooral gedomineerd door snelle gitaren en agressieve zang, wat doet denken aan Supergrass. Deze versie is te zien in de Tour Diary (Tour-dagboek) op de Live 2003-dvd.

## Nummers

### Cd-single
1. "Trouble" (albumversie) - 4:30
2. "Brothers and Sisters" - 4:50
3. "Shiver" (live) - 4:23

Nummer 2 is een nieuwe versie, verschillend van de versie op de Brothers and Sisters-ep.
Nummer 3 is opgenomen tijdens een radiosessie in Jo Whiley's Lunchtime Social op BBC Radio 1.

### Noorse live-ep
1. "Trouble" (live) - 4:35
2. "Shiver" (live) - 5:44
3. "Sparks" (live) - 3:54
4. "Yellow" (live) - 5:02
5. "Everything's Not Lost" (live) - 6:06

Nummers zijn opgenomen in de Rockefeller Music Hall op 2 december 2000.

### Australische maxi-cd
1. "Trouble" (albumversie) - 4:30
2. "Don't Panic" (albumversie) - 2:17
3. "Brothers and Sisters" - 4:50
4. "Shiver" (live) - 4:23

Nummer 3 is een nieuwe versie. Verschillend van die op de Brothers and Sisters-ep.
Nummer 4 is opgenomen tijdens een radio-sessie in Jo Whileys Lunchtime Social op BBC Radio 1.

### Engelse gelimiteerde editie 7"-vinyl
1. "Trouble" (albumversie) - 4:30
2. "Brothers and Sisters" - 4:50

Nummer 2 is een nieuwe versie. Verschillend van die op de Brothers and Sisters-ep.

### Cassette
1. "Trouble" (albumversie) - 4:30
2. "Brothers and Sisters" - 4:50
3. "Shiver" (live) - 4:23

Nummer 2 is een nieuwe versie. Verschillend van die op de Brothers and Sisters-ep.
Nummer 3 is opgenomen tijdens een radiosessie in Jo Whiley's Lunchtime Social op BBC Radio 1.

## NPO Radio 2 Top 2000
| Nummer met noteringen in de NPO Radio 2 Top 2000 | '11 | '12 | '13 | '14 | '15 | '16 | '17 | '18 | '19 | '20 | '21  | '22  | '23  | '24  |
| ------------------------------------------------ | --- | --- | --- | --- | --- | --- | --- | --- | --- | --- | ---- | ---- | ---- | ---- |
| Trouble                                          | 381 | 297 | 322 | 444 | 530 | 650 | 759 | 774 | 878 | 937 | 1148 | 1052 | 1142 | 1224 |

1. ↑  Een vetgedrukt getal geeft de hoogste notering aan.
2. ↑  2011 was het eerste jaar met een notering voor dit nummer.